# Giovanni Crociata
Giovanni Crociata (Palermo, 11 agosto 1997) è un calciatore italiano, centrocampista dell'Erzurumspor FK.

## Caratteristiche tecniche
È un centrocampista che può giocare sia sulla fascia sinistra che come centrale o trequartista. Le sue principali abilità sono il dribbling e la visione di gioco.

## Carriera

### Club

#### Inizi
Nato a Palermo, cresce a San Cipirello, vicino a Monreale. Inizia a giocare a calcio a 6 anni, nel 2003, nel Valle Jato. A 14 anni, nel 2011, viene notato dal Milan, che lo porta nel suo settore giovanile, dove rimane fino al 2016.

#### Prestito al Brescia
Nell'estate 2016 va a giocare in prestito in Serie B, al Brescia, voluto da Cristian Brocchi, suo allenatore nella Primavera del Milan. Esordisce il 10 settembre, entrando al 71' dell'1-1 interno contro il Perugia della terza di campionato al posto di Giampiero Pinzi. Segna il suo primo gol in carriera il 25 aprile, realizzando il momentaneo 1-0 al 4' nel successo casalingo per 2-1 sulla Ternana in Serie B. Termina la stagione con 19 presenze e 1 rete, chiudendo al 15º posto.

#### Crotone e Carpi
Ritornato per fine prestito al Milan, gioca alcune amichevoli estive, tra cui l'International Champions Cup, ma non viene confermato in rosa, e il 2 agosto 2017 passa a titolo definitivo al Crotone, ottenendo la sua prima esperienza in Serie A. Debutta in massima serie il 27 agosto, alla seconda giornata di campionato, entrando al 77' dello 0-0 in casa contro il Verona al posto di Davide Faraoni. Segna il suo primo gol in serie A il 18 febbraio 2018, ovvero il momentaneo 0-1 nella partita contro il Benevento, poi persa 3-2.
Nella stagione successiva totalizza solo 5 presenze, poi causa di un infortunio non viene più convocato. Il 23 gennaio 2019 viene ceduto in prestito al Carpi in uno scambio che porta Zinédine Machach ai pitagorici: debutta il 30 marzo successivo, proprio contro i calabresi al Cabassi, subentrando a Giammario Piscitella e fornendo l'assist del gol a Fabrizio Poli. Il 27 aprile dello stesso anno, segna la sua prima rete con la maglia biancorossa nel successo a Salerno per 5-2.

#### Empoli e prestiti in B: SPAL, Südtirol e Cittadella
Rientrato al Crotone, conquista da titolare la promozione in Serie A con il club calabrese.
Il 20 gennaio 2021, rimasto ai margini della rosa dei Pitagorici, viene ceduto all'Empoli in prestito con diritto e obbligo di riscatto in caso di promozione.
Riscattato a seguito della promozione in massima serie dei toscani in cui ha giocato con la maglia empolese in Serie A nella sconfitta per 1-3 contro la Lazio e in Coppa Italia contro il Vicenza (dove ha segnato un gran gol da punizione), il 31 agosto 2021 viene ceduto in prestito alla SPAL. Con gli estensi gioca 24 partite in campionato e contribuisce alla salvezza a fine stagione. 
Rientrato quindi ai toscani, il 1º settembre 2022 viene ceduto in prestito al Südtirol, club neopromosso in serie B.
Il 9 gennaio 2023, dopo che il centrocampista aveva trovato poco spazio coi tirolesi (a causa di questioni tattiche), il prestito viene rescisso e, il giorno dopo, Crociata viene ceduto a titolo temporaneo al Cittadella, sempre nella serie cadetta. Debutta con i veneti il 14 gennaio, andando subito a segno nel successo per 2-1 in casa del Pisa. Il 18 febbraio, invece, sigla una doppietta nel successo per 3-2 ai danni della Reggina. Si ripete poi una settimana più tardi, il 25 febbraio, risultando decisivo per la vittoria contro la Ternana (1-2). Grazie alle sue prestazioni, viene premiato dall'AIC come miglior calciatore di Serie B del mese di febbraio 2023.

#### Lecco
Il 1º settembre 2023, viene ceduto a titolo definitivo al Lecco, neo-promosso in Serie B. Il 29 ottobre seguente, segna la sua prima rete con i lombardi in occasione del successo per 2-1 in campionato in casa del Palermo. 
Il 17 luglio 2024, rescinde il proprio contratto coi lombardi.

#### Erzurumspor
Il 17 agosto 2024, viene ingaggiato dall'Erzurumspor FK, squadra della seconda serie turca. Il 27 settembre seguente, segna la sua prima rete con il club nella gara di campionato in casa dell'Iğdır, vinta per 2-1.

### Nazionale
Nel settembre 2013 viene convocato nella Nazionale Under-17 per tre amichevoli in Germania: debutta l'11 settembre nel 3-2 su Israele a Norderstedt, sfida nella quale entra all'intervallo e segna il definitivo 3-2 al 65'. Si ripete cinque giorni dopo contro l'Olanda, realizzando anche in questo caso la rete che fissa il risultato sul 4-1 al 79'.
Nel gennaio 2015 viene convocato in Under-18, inizialmente senza trovare l'esordio, che arriva poi il 4 marzo, nella vittoria per 4-0 in amichevole contro l'Ungheria in trasferta a Telki, nella quale entra in campo al 77'.
Nel giugno 2023, viene convocato da Giovanni Marchese nella nazionale siciliana, facente parte della CONIFA, per la gara amichevole contro la Corsica.

## Statistiche

### Presenze nei club
Statistiche aggiornate al 15 maggio 2025.
| Stagione        | Squadra         | Campionato      | Campionato | Campionato | Coppe nazionali | Coppe nazionali | Coppe nazionali | Coppe continentali | Coppe continentali | Coppe continentali | Altre coppe | Altre coppe | Altre coppe | Totale | Totale |
| Stagione        | Squadra         | Comp            | Pres       | Reti       | Comp            | Pres            | Reti            | Comp               | Pres               | Reti               | Comp        | Pres        | Reti        | Pres   | Reti   |
| --------------- | --------------- | --------------- | ---------- | ---------- | --------------- | --------------- | --------------- | ------------------ | ------------------ | ------------------ | ----------- | ----------- | ----------- | ------ | ------ |
| 2015-2016       | Milan           | A               | -          | -          | CI              | 0               | 0               | -                  | -                  | -                  | -           | -           | -           | 0      | 0      |
| 2016-2017       | Brescia         | B               | 19         | 1          | CI              | -               | -               | -                  | -                  | -                  | -           | -           | -           | 19     | 1      |
| 2017-2018       | Crotone         | A               | 11         | 1          | CI              | 1               | 0               | -                  | -                  | -                  | -           | -           | -           | 12     | 1      |
| 2018-gen. 2019  | Crotone         | B               | 5          | 0          | CI              | 1               | 0               | -                  | -                  | -                  | -           | -           | -           | 6      | 0      |
| gen.-giu. 2019  | Carpi           | B               | 9          | 1          | CI              | -               | -               | -                  | -                  | -                  | -           | -           | -           | 9      | 1      |
| 2019-2020       | Crotone         | B               | 30         | 5          | CI              | 0               | 0               | -                  | -                  | -                  | -           | -           | -           | 30     | 5      |
| 2020-gen. 2021  | Crotone         | A               | 2          | 0          | CI              | 1               | 0               | -                  | -                  | -                  | -           | -           | -           | 3      | 0      |
| Totale Crotone  | Totale Crotone  | Totale Crotone  | 48         | 6          |                 | 3               | 0               |                    | -                  | -                  |             | -           | -           | 51     | 6      |
| gen.-giu. 2021  | Empoli          | B               | 12         | 0          | CI              | -               | -               | -                  | -                  | -                  | -           | -           | -           | 12     | 0      |
| ago. 2021       | Empoli          | A               | 1          | 0          | CI              | 1               | 1               | -                  | -                  | -                  | -           | -           | -           | 2      | 1      |
| 2021-2022       | SPAL            | B               | 24         | 0          | CI              | -               | -               | -                  | -                  | -                  |             | -           | -           | 24     | 0      |
| ago. 2022       | Empoli          | A               | 0          | 0          | CI              | 0               | 0               | -                  | -                  | -                  | -           | -           | -           | 0      | 0      |
| Totale Empoli   | Totale Empoli   | Totale Empoli   | 13         | 0          |                 | 1               | 1               |                    | -                  | -                  |             | -           | -           | 14     | 1      |
| set.-dic. 2022  | Südtirol        | B               | 5          | 0          | CI              | -               | -               | -                  | -                  | -                  | -           | -           | -           | 5      | 0      |
| gen.-giu. 2023  | Cittadella      | B               | 16         | 6          | CI              | -               | -               | -                  | -                  | -                  | -           | -           | -           | 16     | 6      |
| set. 2023-2024  | Lecco           | B               | 36         | 2          | -               | -               | -               | -                  | -                  | -                  | -           | -           | -           | 36     | 2      |
| 2024-2025       | Erzurumspor FK  | 1L              | 24+1       | 2+0        | TK              | 1               | 0               | -                  | -                  | -                  | -           | -           | -           | 26     | 2      |
| Totale carriera | Totale carriera | Totale carriera | 194+1      | 18         |                 | 5               | 1               |                    | -                  | -                  |             | -           | -           | 200    | 19     |

## Palmarès

### Club

#### Competizioni nazionali
- Campionato italiano di Serie B: 1

Empoli: 2020-2021